# Hypnophila malagana
Hypnophila malagana is een slakkensoort uit de familie van de Azecidae. De wetenschappelijke naam van de soort is voor het eerst geldig gepubliceerd in 1983 door E. Gittenberger & Menkhorst.